# 西方凌
西方 凌（にしかた りょう、1980年8月27日 - ）は、日本のタレント、女優である。本名は西方敦子（にしかたあつこ）。
日本テレビ系恋愛トーク番組『恋のから騒ぎ』第9期生として2002年 - 2003年、全ての回に出演し、「左官屋」の愛称で親しまれた。
2004年よりタレントとして活動を開始。CM・PVなど。2009年4月公開の映画『ニセ札』で映画デビュー。
愛知県出身。よしもとクリエイティブ・エージェンシー所属。
2009年『ニセ札』の監督である木村祐一との交際が発覚。2012年5月に3年の交際を経て入籍。

## 略歴
- 1980年、愛知県生まれ。短大卒業後、何か人と違う職業につきたいと女親方を目指し左官職人になる。
- 2002年、『恋のから騒ぎ』（日本テレビ）のオーディションに合格し、2002年4月より9期生として左官職人として地元愛知県木曽川で働きながら、翌2003年3月までの全ての回に出演。「左官屋」の愛称で男前な話し口調で人気を集める。同期にキャスターの小林麻央がいる。

- 2003年に『恋のから騒ぎ』9期生を卒業した後、東京の事務所に所属するため同年10月に上京。
- 2003年よりプラチナムプロダクションに所属。
- 2004年から主にCM・PV・雑誌などモデル・タレントとして活動を始める。
- 2007年よりモデル事務所デュアリズム・マネージメントに所属。
- 2008年に木村祐一初監督作品『ニセ札』のオーディションを受け、島本みさ子役に決まり、映画デビュー。
- 2011年4月よりよしもとクリエイティブ・エージェンシーに所属。
- 2012年5月8日木村祐一と入籍。所属事務所のよしもとクリエイティブ・エージェンシー本社の中庭で披露宴・記者会見を行った。

## 人物
- 三人姉妹の二女。
- バイクの免許をもち、車・バイクの運転は得意。
- 今でも知人に頼まれて左官作業を引き受ける事もある。
- 料理が得意で、自身のブログでもよくレシピや作り方のム−ビーをあげるなどしている[1]

- 趣味はツーリング・スノーボード・料理など。
- 絵を描く事や洋服のリメイクをするなど、手先の細かい作業が得意で、ROOTOOTE Charity Event[2]に参加したり、知人の飲食店の名刺をデザインしたり、自身の結婚披露宴時に来客に配ったTシャツのデザインなどもしている。

## エピソード
- 「西方凌」という名前は『ニセ札』の公開前に「厳しい世界で鎬を削って女優人生を切り開いて欲しい」という思いを込めて木村祐一がつけた芸名。
- トーク番組内で明かされた「幸せにしようなんて思わなくていい。私が幸せにしてあげる」と自らプロポーズしたというエピソードが男らしいとネットなどで話題になる。

## 出演

### テレビ
バラエティ
- 恋のから騒ぎ（日本テレビ、2002年 - 2003年）
- 芸能★BANG（日本テレビ）
- 満天☆青空レストラン（日本テレビ）
- Oh!どや顔サミット（ABC）
- しゃべくり007（日本テレビ）
- 極嬢ヂカラ（テレビ東京）
- ダウンタウンDX（日本テレビ）
- ぶっちゃけナハーレ（読売テレビ）

ドラマ
- 『デカ 黒川鈴木』第4話（読売テレビ、2012年1月26日）- 山下礼子役
- 『黒い十人の黒木瞳2』「黒い2階の女〜その弐〜」（NHK BSプレミアム、2012年12月29日）
- 『慰謝料弁護士〜あなたの涙、お金に変えましょう〜』第5話（読売テレビ、2014年2月6日）- 熊谷節子役

### CM
- スパリゾートハワイアンズ（2004年）
- SHARP（SH901iC）Docomo（2004年）
- WOWOW「Only W」（2006年）
- オリエンタルランド　東京ディズニーシー（2006年）
- ケンタッキーフライドチキンクリスマスキャンペーン（2006年）
- スミノフアイス （2006年）
- ムラサキスポーツ （2006年）
- メイクマニア（2007年）
- 東京建物「ブリリア」（2008年）
- Canon 「DPS」（2008年）

### PV
- MOOMIN「キミノトナリ」（2004年）
- AAA「ソウルエッジボーイ」（2006年）
- 東方神起「Begin」（2007年）
- ケツメイシ「冬物語」（2007年）
- Ink.「Ink Punk Phunk」（2007年）
- 山崎まさよし「真夜中のBoon Boon」（2008年）
- mudy on the 昨晩「Ozis」（2009年）

### 映画
- 『ニセ札』（2009年、木村祐一監督）　島本みさ子役
- 『人の砂漠~鏡の調書』（2010年、ポール・ヤング監督）
- 『人間失格』（2010年、荒戸源次郎監督）
- 『ワラライフ!!』（2011年、木村祐一監督）
- 『キョンのいる島』（公開待機作、樫原辰郎監督）
- 『オムライス』 （2011年、木村祐一監督）
- 『同じ星の下、それぞれの夜』（2012年、冨永昌敬監督）
- 『かあちゃんに贈る歌』（2014年、葉七はなこ監督）　新庄葉月役

### その他
- BeeTV『女たちは二度遊ぶ「夢の女」篇』（2010年、行定勲監督）

### 舞台
- 俳優theよしもとin目白『Lovelyコーポレーション目白支店』（2011年8月）
- 劇団Hi!You『恋に堕ちた名探偵』（2011年9月）

### 書籍
- 『彼女が会社を辞めた理由~夢を叶えた「元社員」 13 人の物語』著者:影山恵子 西方凌インタビュー掲載（2011年6月）